# Ghilli
Ghilli (tamilski: கில்லி) – indyjski film zrealizowany w 2004 roku w języku tamilskim przez Dharani. W rolach głównych Vijay i Trisha Krishnan, w drugoplanowych Prakash Raj i Ashish Vidyarthi. To remake wielkiego w południowych Indiach hitu Okkadu (z Mahesh Babu), należy do największych sukcesów Vijaya i jest największym hitem Kollywoodu w 2004 roku.

## Obsada
| Aktor(ka)        | Rola            |
| ---------------- | --------------- |
| Vijay            | S. Velu         |
| Trisha Krishnan  | Dhanalakshmi    |
| Prakash Raj      | Muthupandi      |
| Ashish Vidyarthi | Sivasubramanian |
| Dhamu            | Oteri Nari      |
| Mayilsamy        | latarnik        |
| Nagendra Prasad  | Prasad          |

## Muzyka
Film zawiera 6 piosenek skomponowanych przez Vidyasagara:
- Kabadi – Maran, Jayamoorthy
- Arjunar Villu – Sukwindher Singh, Manicka Vinayagam
- Sha La La – Sunidhi Chauhan
- Appadi Podu – Kay Kay, Anuradha Sriram
- Soora Thenga – Tippu
- Kokkarakko – Udit Narayan, Sujatha